# 巴奇要塞

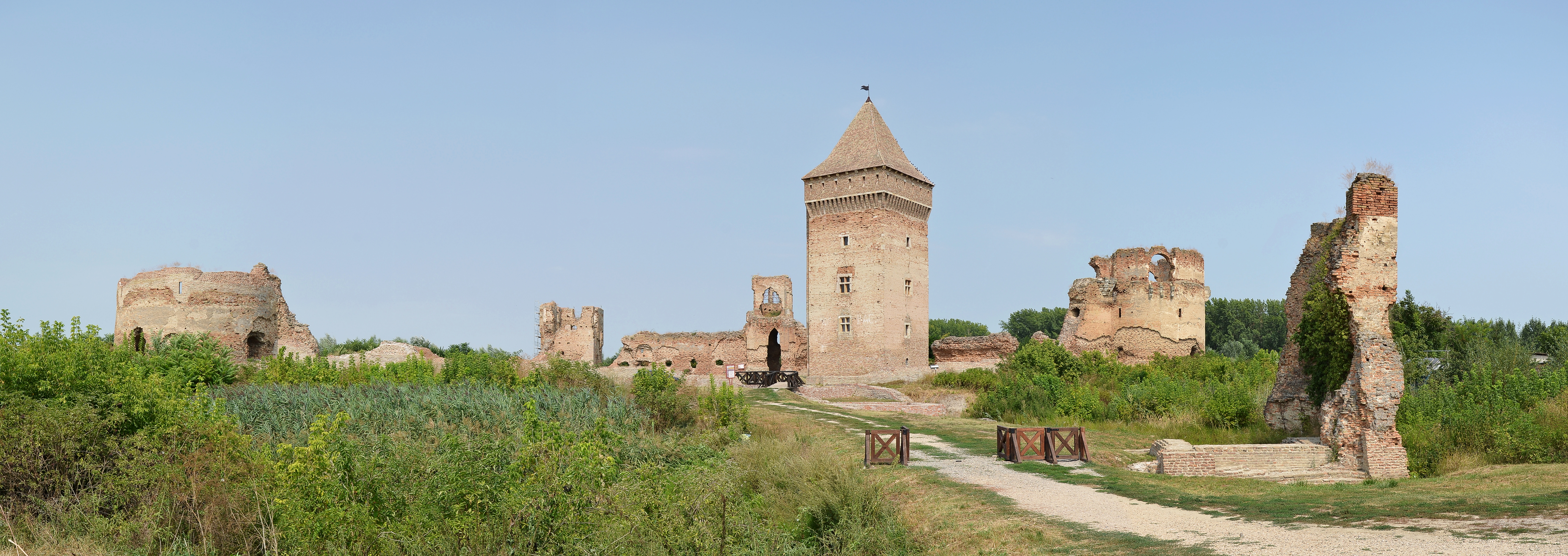
巴奇要塞

巴奇要塞（塞爾維亞語：Бачка тврђава）是塞爾維亞伏伊伏丁那地區的一座中世紀時期的要塞建築，位於巴奇。巴奇要塞是潘諾尼亞平原上的一座大型中世紀堡壘。在歷史上這座要塞曾經四面環水。

## 外部連結
- Bač Fortress （页面存档备份，存于）